# Songdalen
Songdalen és un antic municipi situat al comtat de Vest-Agder, Noruega. Té 6.419 habitants (2016) i té una superfície de 216  km². El centre administratiu del municipi és el poble de Nodeland.